# 萬麗酒店
萬麗酒店（英語：Renaissance Hotels）是萬豪國際旗下的高級酒店品牌，總部設於美國馬里蘭州，多數營運據點由萬豪國際直接管理，部分則以加盟授權方式經營。萬麗酒店的主要客層目標為高階旅客及商務旅客。
截至2017年8月為止，全球共有173間萬麗酒店營運中。酒店酬賓方案為全球萬豪禮賞會員「Marriott Rewards」。

## 歷史

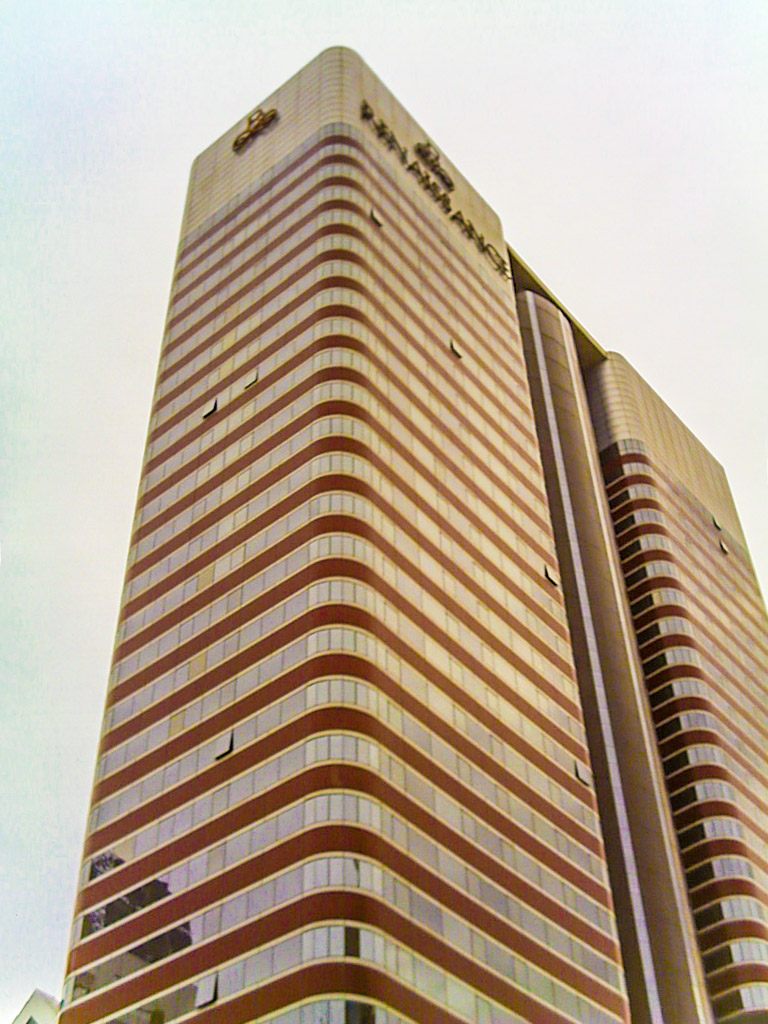
巴西聖保羅萬麗酒店

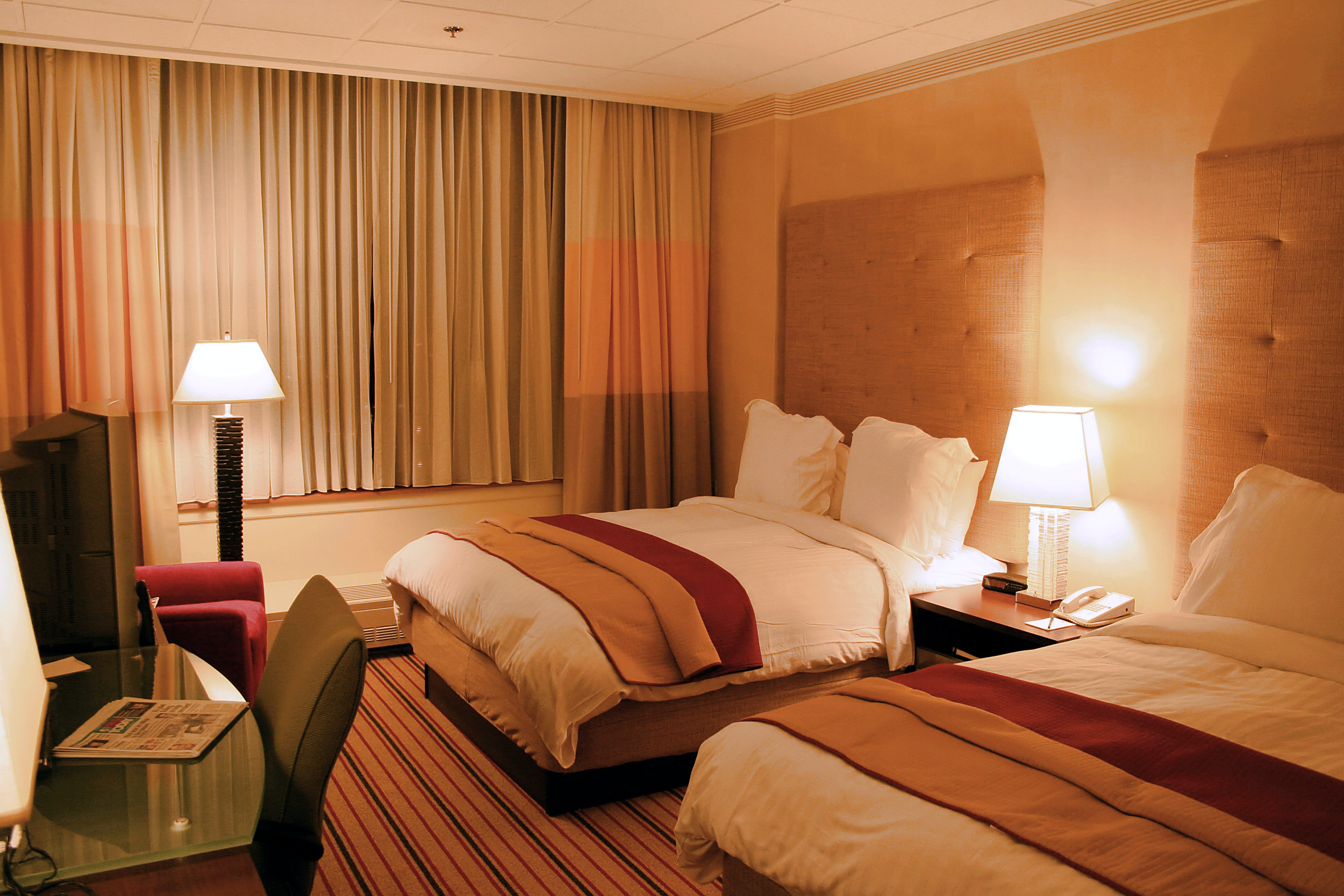
美國俄亥俄州哥倫布萬麗酒店的高級套房

萬麗酒店前身為华美达旅館公司旗下的高檔飯店，名稱Ramada Renaissance Hotels，首家飯店在1981年設於美國科羅拉多州丹佛。
1989年，香港地產公司新世界發展收購「Ramada旅館公司」大多數的飯店及連鎖加盟體系，美國產權部分則賣給 Prime Hospitality 公司，而先前的 Ramada 改名為  Aztar Corp.（該公司已於2007年破產解散）。爾後，新世界發展成立一個為「萬麗」的獨立品牌。

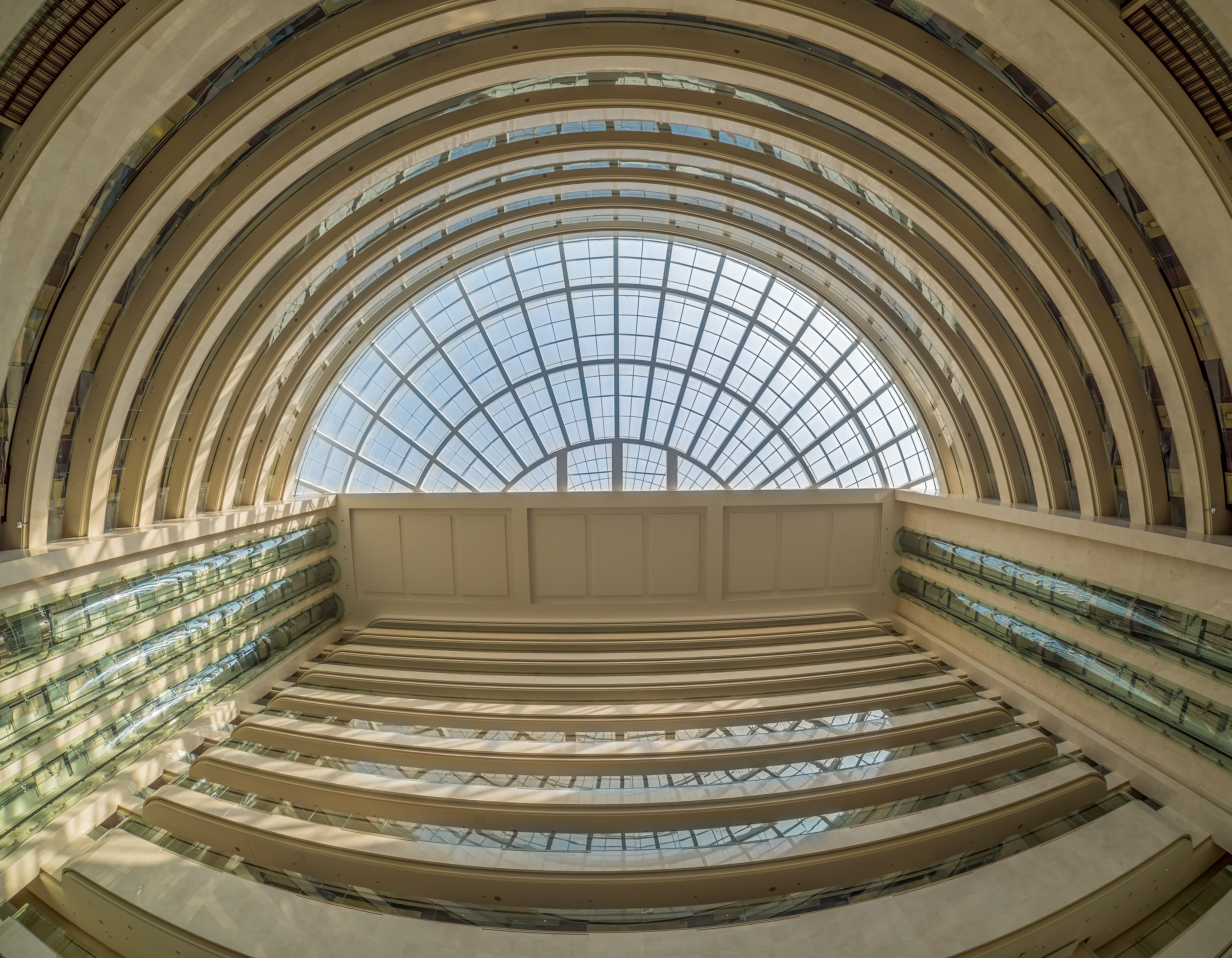
万丽天津宾馆巨大的中庭

1993年，新世界發展向雀巢收購「Stouffer 飯店」，將其合併至「萬麗」品牌旗下，之後則把所有旗下飯店重新品牌化為「Stouffer 萬麗酒店」。直到1996年初，酒店放棄 Stouffer 這個品牌，便改名為現在的「萬麗酒店」。新世界發展掌管萬麗酒店的經營權及連鎖加盟體系，同時藉由CTF控股子公司保留許多獨立酒店的所有權。1995年，新世界將酒店管理公司上市，名為萬麗酒店集團 N.V.（荷蘭語：Renaissance Hotel Group N.V.）。
1997年，萬豪國際收購上市公司「萬麗酒店集團」並保留「萬麗酒店」品牌，同時將 Ramada 旅館公司的業務最後移交給美國的房地產公司 Cendant。2005年，萬豪國際收購新世界發展剩於歐洲及北美洲所持有的萬麗酒店，屆時萬豪國際集團正式完全取得「萬麗酒店」的經營管理權及連鎖經營體系。

## 台灣的萬麗酒店
2018年，台灣首間萬麗酒店；「台北士林萬麗酒店」正式開幕。同時也是台灣首間由萬豪國際直營的酒店。

## 外部連結
- 萬麗酒店官方網站 （页面存档备份，存于）